# Bedros Siremdjian
Bedros Siremdjian (en bulgare : Бедрос Сиремджиян ; en arménien : Պետրոս Սերեմջյան), également connu sous le nom de Bedo Boulgaratsi, est un officier et révolutionnaire bulgaro-arménien né en 1872 à Plovdiv et mort le 27 novembre 1901 à Andrinople.

## Biographie
Issu de la minorité arménienne de Bulgarie, Bedros Siremdjian né en 1872 à Plovdiv, où il fait ses études et entre à l'université militaire nationale, d'où il ressort lieutenant de l'armée bulgare.
Il se consacre à la cause de la libération de l'Arménie du pouvoir ottoman et se rend en Perse, où il organise, accompagné de troupes rebelles, des offensives contre le pouvoir ottoman sur les terres arméniennes. En 1901, il est arrêté par les autorités russes et incarcéré quelque temps.
Plus tard cette année-là, à Plovdiv, lui et ses collègues arméniens et bulgares du VMORO (Slavi Merdjanov, Petar Sokolov, Onik Torossian, Tatoul Zarmarian, etc) forment, sur ordre de Stepan Zorian, une escorte révolutionnaire sous son commandement. Après la tentative ratée d'enlèvement du shah de Perse, la troupe enlève Nouri bey, le fils du riche notable d'Odrin Dertli Mustafa. En octobre, le groupe est découvert par des chasseurs turcs dans la région de Youkloutsité, près du village de Kiretchlik. Après une courte escarmouche au cours de laquelle le fils du fermier a été tué, Petar Sokolov et Tatoul Zarmarian sont grièvement blessés et décèdent des suites de leurs blessures. Merdjanov, Siremdjian et Onik Torossian sont également grièvement blessés et faits prisonniers. Après avoir été soignés à l'hôpital militaire d'Odrin, ils sont tous les trois pendus le 27 novembre,.

## Sources
1. ↑  Македоно-одрински куриер, бр.6, 18 април 1903 г., стр.1
2. ↑  (bg) Boris Nikolov, Вътрешна македоно-одринска революционна организация: Войводи и ръководители (1893-1934): Биографично-библиографски справочник, Sofia, Zvezdi,‎ 2001, 102 p.
3. ↑  (bg) Alexandre Peltelkov, Революционни дейци от Македония и Одринско. Второ допълнено издание, Sofia, Orbel,‎ 2014, 287 p.